# Crypsityla mantaria
Crypsityla mantaria là một loài bướm đêm trong họ Geometridae.